# جون كيمبل
جون كيمبل (بالإنجليزية: John Kimball)‏ هو محامي وسياسي أمريكي، ولد في 30 سبتمبر 1796 في الولايات المتحدة، وتوفي في 3 فبراير 1884 في نفس البلد. حزبياً، نشط في الحزب الجمهوري. وقد انتخب عضو مجلس نواب فيرمونت.